# Fontainemore
Fontainemore – miejscowość i gmina we Włoszech, w regionie Dolina Aosty, w dolinie Val di Gressoney w Alpach Pennińskich.
Według danych na styczeń 2009 gminę zamieszkiwały 453 osoby przy gęstości zaludnienia 14,3 os./1 km².